# Damáchava
Damáchava o Domáchevo (bielorruso: Дама́чава; ruso: Дома́чево; polaco: Domaczewo) es un asentamiento de tipo urbano de Bielorrusia perteneciente al raión de Brest de la provincia de Brest. Es sede administrativa del consejo rural homónimo sin formar parte del mismo.
En 2017, la localidad tenía una población de 1222 habitantes.
Era un pueblo que pertenecía a la república de las Dos Naciones hasta la partición de 1795, cuando se incorporó al Imperio ruso. Fue un shtetl hasta la Segunda Guerra Mundial, cuando la población judía que era mayoritaria en la localidad fue encerrada por los nazis en un gueto en 1941. Casi todos los judíos de la localidad fueron asesinados en septiembre de 1942.
Se ubica unos 30 km al sur de la capital provincial y distrital Brest, a orillas del río Bug Occidental junto a la frontera con Polonia.